# جبهة استعادة الوحدة والديمقراطية
جبهة استعادة الوحدة والديمقراطية هو حزب سياسي في جيبوتي . و هو يتماشى مع مصالح شعب عفار الذين يعيشون في ذلك البلد، على الرغم من أن لها مؤيدين يقيمون خارج جيبوتي.